# Claudio Graziano

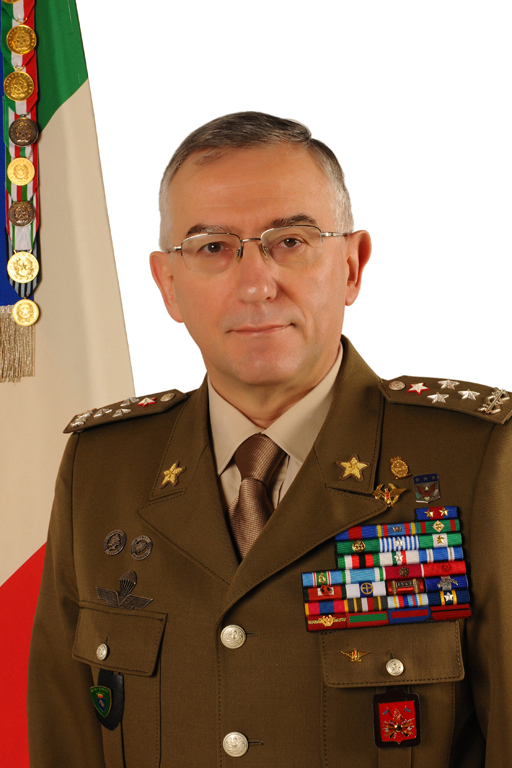
Claudio Graziano (2011)

Claudio Graziano (* 22. November 1953 in Turin, Italien; † Juni 2024 in Rom) war ein General des italienischen Heeres. Von Ende Februar 2015 bis Anfang November 2018 war er Generalstabschef der italienischen Streitkräfte. Von November 2018 bis Mai 2022 war er Vorsitzender des Militärausschusses der Europäischen Union. Bis zu seinem Tod war er Vorstandsvorsitzender des Schiffbauunternehmens Fincantieri.

## Militärische Laufbahn
Graziano wurde an den Militärakademien in Modena und Turin ausgebildet und diente ab 1976 zunächst als Zugführer und Kompaniechef bei den Alpini. Er absolvierte die Führungsakademie des Heeres und der Streitkräfte (CASD) sowie das United States Army War College in Carlisle.
1992 wurde er Kommandeur des Alpini-Bataillons Susa, an dessen Spitze er im Rahmen der ONUMOZ an einem Einsatz in Mosambik teilnahm. In den Jahren danach diente Graziano bei verschiedenen Stäben und auch als italienischer Militärattaché in Washington, D.C. Von 2004 bis 2006 war er Kommandeur der Alpini-Brigade Taurinense in Turin. Mit seinem Stab führte er von Juli 2005 bis Februar 2006 im Rahmen von ISAF VIII die Kabul Multinational Brigade (KMNB VIII, Regional Command Capital) in der afghanischen Hauptstadt. In dieser Zeit diente die Taurinense unter der Führung des NATO Rapid Deployable Corps – Italy dort als Leitverband (framework brigade), in den auch die Kontingente 22 anderer Staaten integriert wurden.
Im März 2006 wurde Claudio Graziano als Generalmajor Chef der Operationsabteilung im italienischen Einsatzführungskommando (COI) in Rom-Centocelle. Am 2. Februar 2007 übernahm er von dem französischen General Alain Pellegrini das Kommando über die wesentlich verstärkte und mit einem ausgeweiteten Mandat versehene UNIFIL-Truppe im Libanon. Am 28. Januar 2010 übergab Graziano das UNIFIL-Kommando an den spanischen General Alberto Asarta, um dann als Generalleutnant in Rom Kabinettschef des Verteidigungsministers zu werden.
Claudio Graziano übernahm am 6. Dezember 2011 von General Giuseppe Valotto das Amt des Generalstabschefs des Heeres.
Am 24. Dezember 2014 wurde Graziano durch einen Ministerratsbeschluss zum neuen Generalstabschef der italienischen Streitkräfte designiert. Er übernahm diesen Posten am 28. Februar 2015 von Admiral Luigi Binelli Mantelli. Am 5. November 2018 wurde der Luftwaffengeneral Enzo Vecciarelli Nachfolger Grazianos als Chef des Generalstabs.
Im November 2017 wurde General Graziano zum Vorsitzenden des EU-Militärausschusses gewählt. Dieses Amt hatte er vom 6. November 2018 bis zum 15. Mai 2022 inne. Seither war er Vorstandsvorsitzender des Schiffbau-Unternehmens Fincantieri.
Er wurde am 17. Juni 2024 tot in seiner Wohnung in Rom aufgefunden. Bei ihm wurde ein Abschiedsbrief gefunden, in dem der Tod seiner Ehefrau, die einige Zeit vorher gestorben war, als Motiv für einen Suizid durch Erschießen genannt wurde.